# Naturhorn

Naturhorn från 1794 - 1857. Finns i Scenkonstmuseets samlingar.

Naturhorn eller naturtrumpet kallas alla de enkla typer av horn eller trumpettyper som saknar ventiler eller andra varianter som kan ge den utövande möjlighet till att ändra längden på tonröret, vilket modernare horn kan (t.ex. valthorn). Naturhornen kan endast alstra naturtoner, vilket tonförråd grundar sig på naturtonserien.
Naturhornen eller naturtrumpeterna är vanligtvis gjorda i metall, trä, elfenben eller andra material. Exempel på naturhorn är t.ex. bronslur eller kohorn och naturhornen kan ses som en föregångare till dagens bleckblåsinstrument. Under 1600- och 1700-talen uppstod det cirkelformade posthornet och det engelska järnhornet och slutligen konstruerades valthornet, men med en större öppning. Under 1800-talet byggdes de första trumpetinstrumenten med två (senare tre) ventiler, vilket gjorde att instrumenten kunde spela fler toner. 
Naturhornen användes historiskt ofta ceremoniellt eller vid jakt.